# Gaesischia saltae
Gaesischia saltae är en biart som först beskrevs av Michener och Jesus Santiago Moure 1956.  Gaesischia saltae ingår i släktet Gaesischia och familjen långtungebin. Inga underarter finns listade i Catalogue of Life.